# Stupsk
Stupsk ist ein Dorf und Sitz der gleichnamigen Gemeinde im Powiat Mławski der Woiwodschaft Masowien, Polen.

## Gemeinde
Zur Landgemeinde (gmina wiejska) Stupsk gehören 25 Ortschaften mit einem Schulzenamt (sołectwo):
Bolewo
Budy Bolewskie
Dąbek
Dunaj
Jeże
Konopki
Krośnice
Morawy
Olszewo-Bołąki
Olszewo-Borzymy
Olszewo-Grzymki
Pieńpole
Rosochy
Strzałkowo
Stupsk
Sułkowo-Kolonia
Wola-Kolonia
Wola Szydłowska
Wyszyny Kościelne
Zdroje
Żmijewo-Gaje
Żmijewo Kościelne
Żmijewo-Kuce
Żmijewo-Ponki
Żmijewo-Trojany
Weitere Orte der Gemeinde sind:
Feliksowo
Olszewo-Chlebowo
Olszewo-Marcisze
Olszewo-Reszki
Olszewo-Tosie
Stefankowo
Sułkowo-Baraki
Żmijewo-Podusie
Żmijewo-Szawły